# Neobisium svetovidi
Neobisium svetovidi är en spindeldjursart som beskrevs av Bozidar P.M. Curcic 1988. Neobisium svetovidi ingår i släktet Neobisium och familjen helplåtklokrypare. Inga underarter finns listade i Catalogue of Life.